# روبرت غريغوري براون
روبرت غريغوري براون (بالإنجليزية: Robert Gregory Browne)‏ (1955، سان غابريل في الولايات المتحدة)؛ روائي أمريكي.

## روابط خارجية
- روبرت غريغوري براون على موقع IMDb (الإنجليزية)